# Sebastiano Rossi
Sebastiano Rossi (ur. 20 lipca 1964 w Cesenie) – włoski piłkarz występujący na pozycji bramkarza.

## Kariera klubowa
Sebastiano Rossi jako dziecko trenował koszykówkę. Piłkarską karierę rozpoczął w 1979 roku w juniorach Ceseny. Mając 18 lat został wypożyczony do FC Forlì, a następnie na tej samej zasadzie zasilił kolejno Empoli FC i Rondinellę Calcio. W 1986 roku Rossi ponownie wrócił do Ceseny, gdzie został podstawowym bramkarzem. W Serie A zadebiutował 13 września 1987 roku w spotkaniu przeciwko SSC Napoli. W trakcie 5 sezonów spędzonych w Cesenie Rossi rozegrał 127 ligowych pojedynków.
W 1990 roku Rossi podpisał kontrakt z Milanem, z którym odnosił największe sukcesy w swojej karierze. 5 razy zdobył mistrzostwo kraju (w 1992, 1993, 1994, 1996 i 1999 roku) oraz 3 razy Superpuchar Włoch (w 1992, 1993 i 1994 roku). Do tych osiągnięć Rossi dołożył również zwycięstwo w Lidze Mistrzów w sezonie 1993/1994 oraz Superpuchar Europy w 1990 i 1994 roku. Włoch został wybrany do drużyny gwiazd lat 90. we Włoszech. Na San Siro grywał o boku między innymi takich zawodników jak Paolo Maldini, Franco Baresi, Mauro Tassotti, Alessandro Costacurta, Marcel Desailly czy Christian Panucci. W wieku 38 lat, na ostatni sezon w swojej karierze Rossi przeniósł się do Perugii, dla której w sezonie 2002/2003 rozegrał 12 ligowych spotkań.
Jako zawodnik Milanu, na przełomie 1993 i 1994 roku, Rossi ustanowił rekord najdłuższej passy bez wpuszczonego gola w Serie A. W 11 meczach nie dał się pokonać przez 929 minut. Czyste konta zachował wówczas w spotkaniach z Reggianą (1:0), Udinese Calcio (0:0), Lecce (0:0), Genoą (0:0), Piacenzą (2:0), Atalantą (1:0), Romą (2:0), Cremonese (1:0) i S.S. Lazio (1:0). Rossi jest również jednym z najdłużej niepokonanych bramkarzy w Lidze Mistrzów. Jego passa ustanowiona między 1994 a 1995 rokiem trwała 558 minut.